# 凡泽里什
凡泽里什是葡萄牙波尔图区的一个堂区。总面积8.05平方公里，总人口22007人，人口密度2733.8人/平方公里。